# Sedimentología

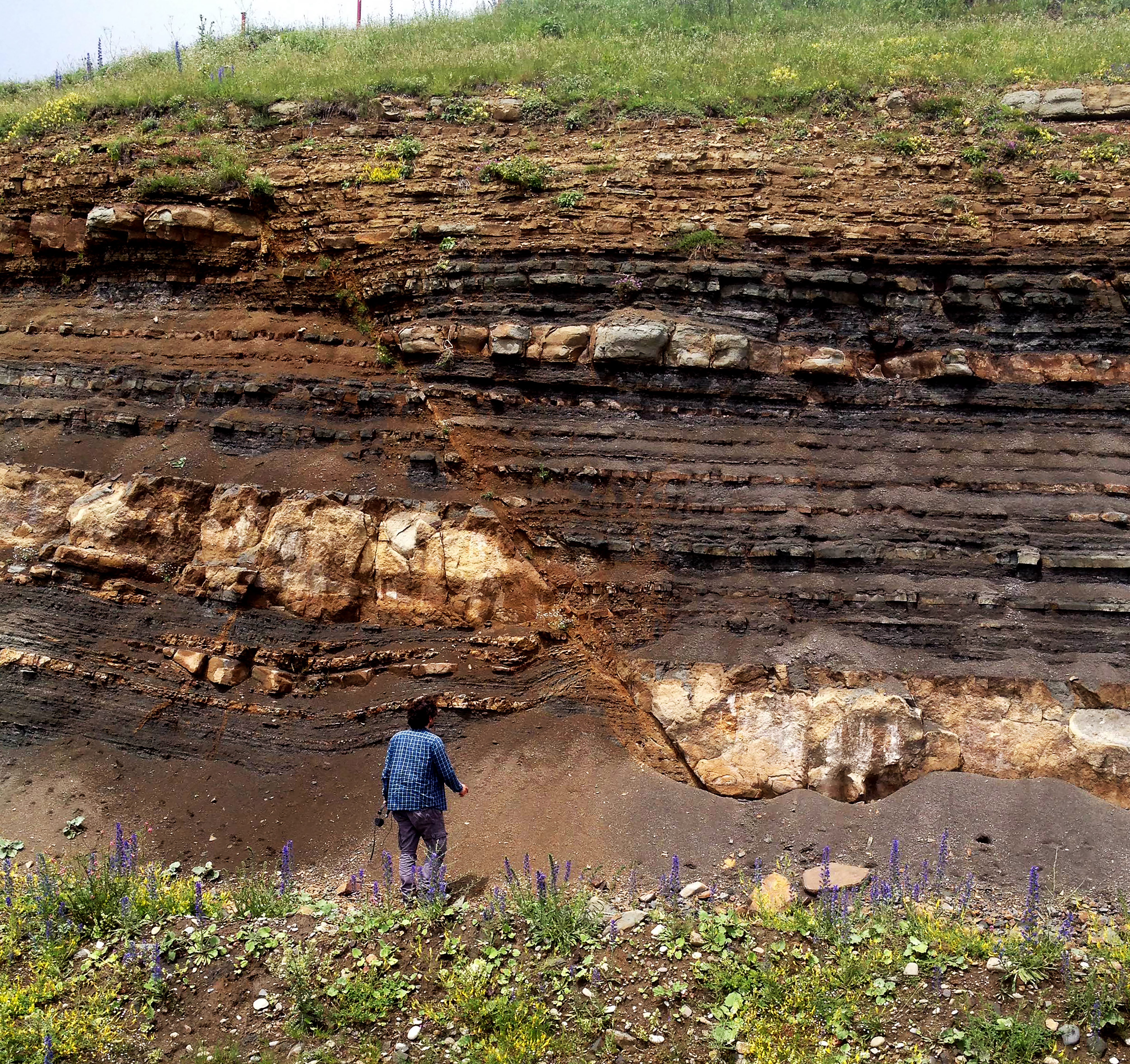
Estratos sedimentarios

La sedimentología es la rama de la geología que se encarga de estudiar los procesos de formación, transporte y deposición de material que se acumula como sedimento en ambientes continentales y marinos y que finalmente forman rocas sedimentarias. Trata de interpretar y reconstruir los ambientes sedimentarios del pasado. Se encuentra estrechamente ligada a la estratigrafía, si bien su propósito es el de interpretar los procesos y ambientes de formación de las rocas sedimentarias y no el de describirlas como en el caso de aquella.

## Principios básicos
Se apoya en una serie de principios básicos que permiten la interpretación sedimentológica del registro geológico, y que son los mismos en los que se basa la estratigrafía:
- Ley de las relaciones cortantes
- Principios del actualismo y uniformitarismo
- Principio de la correlación de facies
- Principio de sucesión faunística
- Principio de la superposición de estratos

## Historia
Los estudios sedimentológicos propiamente dichos arrancan a finales del siglo XIX, y el término sedimentología lo propuso Waddell en 1932.
En la década de 1960, la sedimentología tuvo un gran impulso para la explotación de hidrocarburos, ya que los estudios sedimentológicos son fundamentales para la localización de áreas favorables para la acumulación de hidrocarburos (reservorios). Además, la sedimentología tiene importancia en la gestión del medio ambiente; por ejemplo, en la construcción de muelles, puertos, defensas de erosión de costas, etcétera.

## Categorías
- Datos: Q205768
- Multimedia: Sedimentology / Q205768